# Christoph Rainer (Filmregisseur)

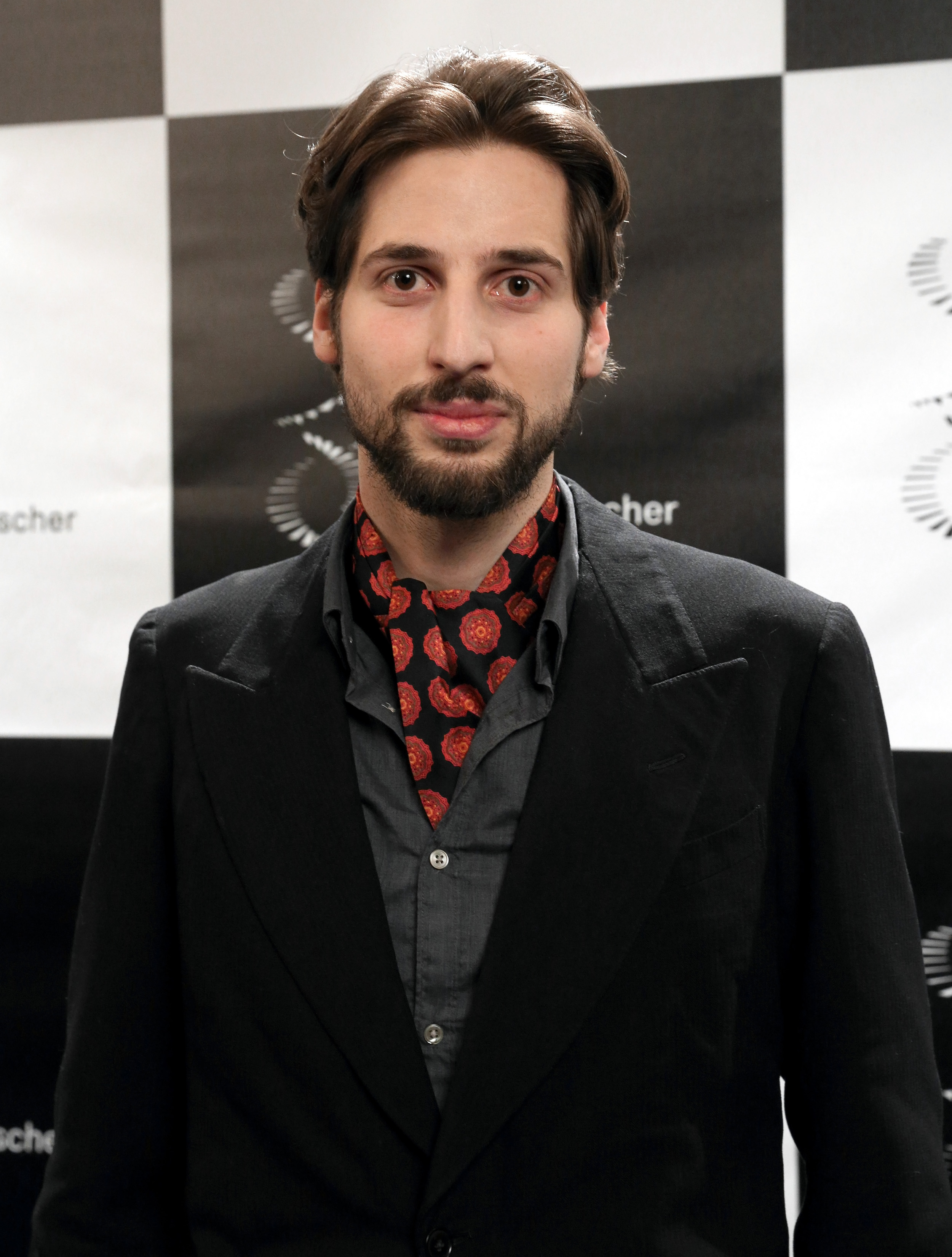
Christoph Rainer, 2015

Christoph Rainer (* 15. Mai 1985 in Klosterneuburg) ist ein österreichischer Filmregisseur und Drehbuchautor.

## Leben
Christoph Rainer wuchs mit sieben Geschwistern in Klosterneuburg auf. Nach dem Abitur besuchte er 2003/04 Kurse an der Vienna Film School, arbeitete 2005 bei der Ruth Mader Filmproduktion, studierte ab 2006 mit Schwerpunkt Filmregie an der Filmakademie Wien u. a. bei Michael Haneke und Peter Patzak und schloss 2010 mit dem Bachelor-Examen ab. Ein Fulbright-Stipendium ermöglichte ihm ein Anschlussstudium an der Columbia University. Während seines Studiums unterrichtete er in Sommerkursen der Universität Schüler in Basiskursen in Filmregie. 2015 erhielt er an der CUNY den MFA mit Auszeichnungen.
Christoph Rainer hat bisher ausschließlich Kurzfilme gedreht, für die er in der Regel die Drehbücher schreibt und gelegentlich die Produktion übernimmt. Seine Kurzfilme sind weltweit auf über 300 Filmfestivals und in Museen gezeigt worden, darunter im Tabakalera in San Sebastian und dem Museum of Modern Art in New York und mehrfach ausgezeichnet oder für Preise nominiert worden. 2013 gewann er auf dem Toronto Film Festival für seinen Kurzfilm Requiem for a Robot ein Preisgeld von $20.000, das die Grundlage für seinen Kurzspielfilm Pitter Patter Goes My Heart bildete, der von der Filmakademie Baden-Württemberg, der Filmakademie Wien und der Columbia University Film Division produziert wurde. Der Film wurde u. a. mit dem Max Ophüls Preis 2016 ausgezeichnet.
Christoph Rainer gründete 2009 das Shortynale Filmfestival Klosterneuburg, auf dem deutschsprachige Kurzfilme vorgestellt und ausgezeichnet werden.

## Filmografie (Auswahl)
- 2006: Drake, Kurzspielfilm
- 2007: Fawn, Kurzspielfilm
- 2009: Walrus, Kurzspielfilm
- 2010: Catafalque, Kurzspielfilm
- 2011: Foal, Kurzspielfilm

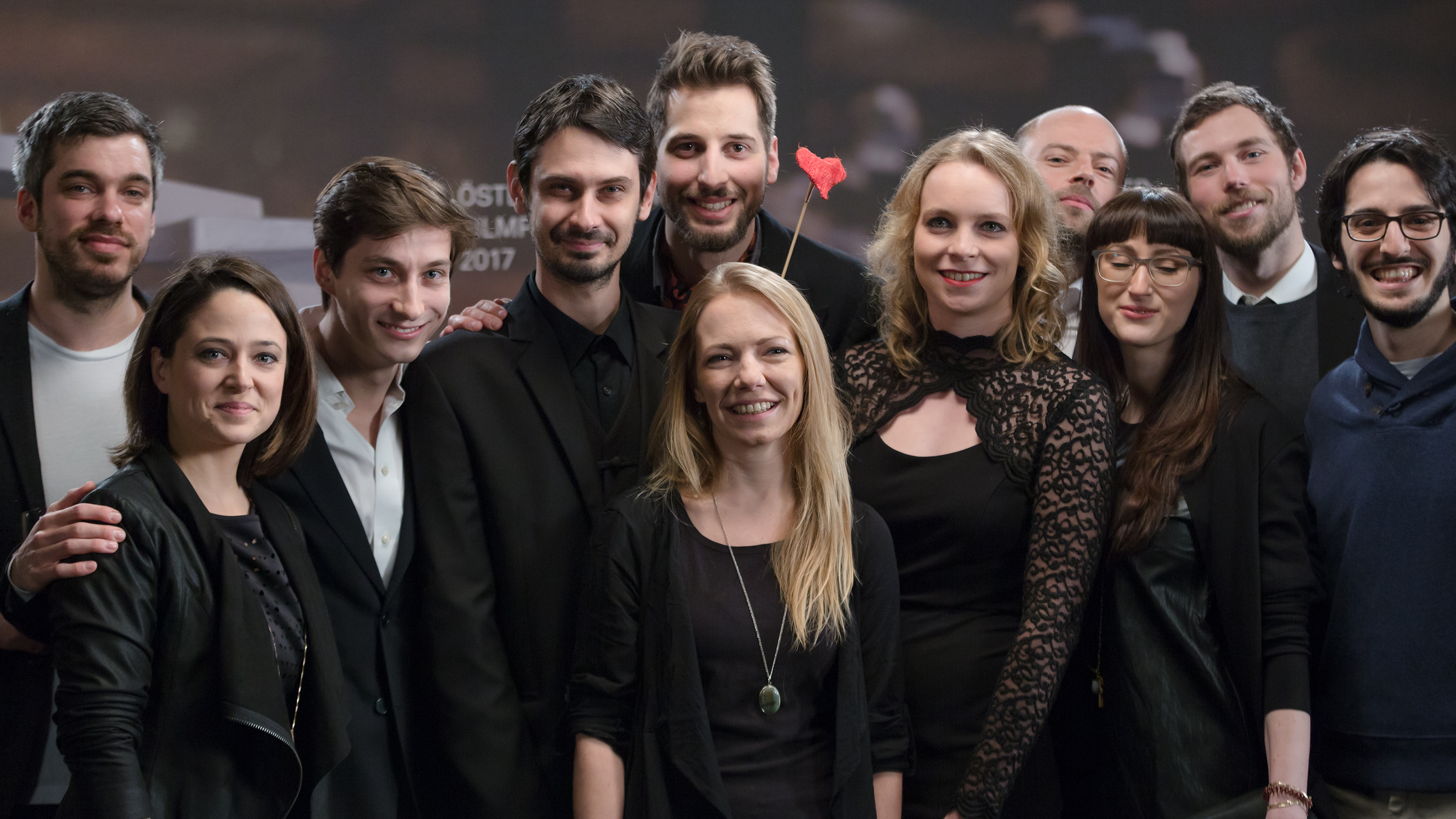
Rainer mit einem Teil des Filmteams von Pitter Patter Goes My Heart (2017)

- 2013: Requiem For A Robot, Kurzspielfilm
- 2012: Untitled Brazil Project, Kurzspielfilm
- 2015: Pitter Patter Goes My Heart, Kurzspielfilm